# Vårsalat
Vårsalat (Valerianella) er en slægt af planter, der består af omkring 45 arter, hvoraf tre findes vildtvoksende i Danmark.

## Arter
De danske arter i slægten:
- Tandfri vårsalat (Valerianella locusta)
- Tandbægret vårsalat (Valerianella dentata)
- Opblæst vårsalat (Valerianella rimosa)